# Station Essonnes - Robinson
Station Essonnes - Robinson is een spoorwegstation aan de spoorlijn Corbeil-Essonnes - Montereau. Het ligt in de Franse gemeente Corbeil-Essonnes in het departement Essonne (Île-de-France).

## Geschiedenis
Het station is in 1955 geopend na de fusie van de plaatsen Essonnes en Robinson.

## Ligging
Het station ligt op kilometerpunt 33,550 van de spoorlijn Corbeil-Essonnes - Montereau.

## Diensten
Het station wordt aangedaan door treinen van de RER D tussen Villiers-le-Bel - Gonesse/Juvisy en Melun via Évry - Courcouronnes. Tijdens de spits rijden de treinen niet verder van Juvisy, in de daluren rijden de treinen verder naar Villiers-le-Bel - Gonesse.

## Vorig en volgend station
| Richting                          | Vorig station    | Lijn  | Volgend station | Richting |
| --------------------------------- | ---------------- | ----- | --------------- | -------- |
| Juvisy (via Évry - Courcouronnes) | Corbeil-Essonnes | RER D | Villabé         | Melun D2 |